# Fully Loaded 2000
Fully Loaded 2000 was een professioneel worstel-pay-per-viewevenement dat georganiseerd werd door World Wrestling Federation (WWF). Dit evenement was de derde en laatste editie van Fully Loaded en vond plaats in de Reunion Arena in Dallas op 23 juli 2000.
De hoofd wedstrijd was een één-op-één match voor het WWF Championship tussen de kampioen The Rock en Chris Benoit. The Rock won de match en prolongeerde zo zijn titel.

## Resultaten
| Nr.                                                                          | Match | Winnaar(s)                                          |
| ---------------------------------------------------------------------------- | --- | --------------------------------------------------- |
| 1                                                                            | Hardy Boyz & Lita vs. T & A & Trish Stratus in een mixed tag team match                                                | Hardy Boyz & Lita                                   |
| 2                                                                            | Al Snow vs. Tazz in een één-op-één match                                                                               | Tazz                                                |
| 3                                                                            | Eddie Guerrero (c) (met Chyna) vs. Perry Saturn (met Terri) in een één-op-één match voor het WWF European Championship | Perry Saturn (nc)                                   |
| 4                                                                            | Edge en Christian (c) vs. The Acolytes in een tag team match WWF Tag Team Championship                                 | The Acolytes; diskwalificatie Edge en Christian (c) |
| 5                                                                            | Val Venis (c) vs. Rikishi in een Steel Cage match voor het WWF Intercontinental Championship                           | Val Venis (c)                                       |
| 6                                                                            | Kurt Angle vs. The Undertaker in een één-op-één match                                                                  | The Undertaker                                      |
| 7                                                                            | Triple H vs. Chris Jericho in een Last Man Standing match                                                              | Triple H                                            |
| 8                                                                            | The Rock (c) vs. Chris Benoit in een één-op-één match voor het WWF Championship                                        | The Rock (c)                                        |
| (c) huidige kampioen voor en na de match \| (nc) nieuwe kampioen na de match | |                                                     |